# Xã Huff, Quận Spencer, Indiana
Xã Huff (tiếng Anh: Huff Township) là một xã thuộc quận Spencer, tiểu bang Indiana, Hoa Kỳ. Năm 2010, dân số của xã này là 1.156 người.